# Tim Burton
Tim Burton ( teljes nevén Timothy Walter Burton) (Burbank, Kalifornia, 1958. augusztus 25. –) kétszeres Daytime Emmy-díjas amerikai filmrendező, forgatókönyvíró, producer és festő.

## Egy meg nem értett zseni
Tim Burton olyan filmekkel ajándékozta meg a világot, melyek áthágták a filmkészítés íratlan szabályait. Meséivel sajátos stílust alakított ki.
Elismertségét úgy érte el, hogy látszólag semmi esély nem volt arra, hogy valaha is híres rendező legyen. Szerény és visszahúzódó gyerek volt, akinek beilleszkedése szinte lehetetlen küldetésnek bizonyult. Nem volt egy könyvmoly, és tanulmányi eredménye is hagyott kívánni valót maga után. Ezzel szemben imádott sötét szobájában egyedül festegetni és rajzolni, aminél nagyobb rajongást csak a filmek iránt tanúsított. Kedvencei a szörnyfilmek voltak, többek között a régi angol Hammer-horrorok, Godzilla, és Ray Harryhausen, a stoptrükk tökéletesítőjének varázslatos munkái. Legnagyobb példaképe pedig Vincent Price volt.

## A reménytelen kezdetek
A gimnázium után, 1976-ban a California Institute of the Arts-ban tanult tovább, mely intézmény többek között a Disney támogatását élvezte. Itt keresett jövendőbeli animátorokat egész estés rajzfilmjeihez, és ebbe a programba maga Burton is bekerült. Először az 1981-es The Fox and the Hound-on dolgozott, mint fázisrajzoló, e mellett apró munkákat is kapott a korszakalkotó Tronban (1982), majd, mivel arra hivatkozott, hogy képtelen végezni ezt az unalmas és fárasztó munkát, a stúdió a The Black Cauldron (1985) egyik karakter-tervezőjévé tette. Burton, koncepcióit mind elvetették. Ám mégis a stúdiónál maradt, mert zöld utat kapott saját projektjeinek létrehozásához. Ekkor született meg a Karácsonyi lidércnyomás ötlete, illetve első stoptrükkös (stop motion) kisfilmje, a Vincent (1982).
Ez a zseniális, ám mindössze 6 perces, fekete-fehér, báb-animációs filmek tulajdonképpen önéletrajzi ihletésű kisfilm egy olyan fiúról, aki ahelyett, hogy a többi gyerekkel játszott volna, a sötét szobájában Vincent Price-nak képzeli magát és Edgar Allan Poe-t olvas. Az elmesélés a valódi Vincent Price verses narrációjával, olyan zseniális atmoszférát eredményez, fesztiválokon sikert aratott. Ez után a kisfilm után továbbra is animációs rövidfilmekkel hívta fel magára a figyelmet, míg 1984-ben Burton lehetőséget kapott, hogy élőszereplős filmet forgasson.
Ez pedig a szintén fekete-fehér Frankenweenie (1984), mely történetesen egy gyerekeknek szánt rövidfilm lett volna, ha nem a Frankenstein és a Kedvencek temetője találkozásaként lehetne legegyszerűbben leírni. Bár tagadhatatlanul meseszerű és erősen stilizált alkotásról van szó, a történet alapvető fordulatai miatt nem lehetett korhatár nélküli besorolású, így végül be sem mutatták szélesebb körben. Mindezek ellenére nagyon fontos helyet foglal el Burton életművében. A nyitánya tisztelgés fiatalkori kisfilmjei és önnön B-film imádata előtt. Egyben előrevetíti Ed Wood-ról szóló életrajzi filmjét. A halálból visszahozott kutyát elpusztítani akaró tömeg később az Ollókezű Edward végén ugyanígy indul neki az utcavégi kastélynak, míg a lángok martalékává váló malom az Álmosvölgy legendájában lesz újra látható. Ezen felül egy nagyon fontos emberkének, Stephen Kingnek is elnyerte tetszését, aki felhívta rá a Warner Brothers egyik producerének, Bonni Leenek a figyelmét. Lee aztán Paul Reubensnek mutatta meg a félórás mesefilmet, aki rögtön tudta, hogy megtalálta a megfelelő rendezőt nagyjátékfilmes debütálásához.

## Burton betör a mozikba
Burton így készíthette el első nagyjátékfilmjét, a Pee-Wee nagy kalandja (1985 – Pee-Wee's Big Adventure) című vérbeli komédiát, amely nagy mértékben kihat későbbi munkásságára. Az egyik első és legfontosabb dolog Hollywoodban, hogy mindössze 6 millió dollárból sikerült egy 40 milliót kaszáló művet csinálnia. Emellett ennél a produkciónál ismerte meg "házi zeneszerzőjét", Danny Elfmant, akivel együttes erővel jutottak a csúcsra.
Pee-Wee sikere keresetté tette a különc művészt a Warner Brothers-nél, és rögvest fel is ajánlották neki a már akkor erőteljesen tervbe vett Batman-mozifilm rendezését. Burton idegenkedett az eredeti forgatókönyvtől és egy új, 30 oldalas filmtervet dolgozott ki akkori barátnőjével, Julie Hicksonnal, aki már előző rövid- és tévéfilmjeinek producere is volt egyben. A 3 évig húzódó forgatókönyvírás közben megrendezte második mozifilmjét is, a Beetlejuice (1988) című kísértet-komédiát. Az eredetileg természetfeletti drámának kiötlött film Michael Keaton karakterével fejlődhetett fekete komédiává. Egy évvel később ebből egy rajzfilmsorozat is megjelent, melyet pénzügyileg is támogatott Burton, és rengeteg utalás van benne korábbi filmjeire. Ez esetben pedig már nagyobb költségvetésből gazdálkodhatott Burton, sztárokat szerepeltethetett, és bevételek is nőni tudtak.
Burton így nyilatkozott a kasszasikerek elkészítéséről egy olyan rendszerben, ahol a stúdiók a forgatókönyv elkészülte előtt határozzák meg a bemutató napját: "Olyan, mintha hosszútávfutó lennél, és a szart is kiverik belőled, de a lábadat eltörik, épp mielőtt elindulnál a versenyen, majd azt mondják: 'Most menj és nyerj!'". Heti 5-6 napos forgatásokkal, napi 12-16 óra munkával készült el a világ egyik legjobb képregény-adaptációja, mely által a fiatal rendező megismerhette azt a nyomást és felelősségérzetet, amely egy ekkora kasszasiker elkészítésével járhat. Sokat segítette őt a két elkötelezett producer, az Amerika és Anglia, a forgatási helyszín közötti távolság, és Jack Nicholson, aki lelkileg támogatta Burtont, és segített neki megőrizni kreativitását. Erőteljesen megkérdőjelezték két magával hozott emberének (Keaton és Elfman) felkészültségét egy ilyen rangos produkcióhoz, melyről a forgatás alatt már az egész világ tudott, és páratlan, "sztár vársz-szintű" rajongással várakozott a bemutató napjára. Költségei már az első hétvégéjén megtérültek, a kor 5. legsikeresebb filmje lett, ami miatt Burton lett az aktuális kedvenc, akire érdemes odafigyelni mivel rukkol elő legközelebb.

## Művészi függetlenség
A stúdió szabad kezet adott következő filmjéhez, amit végül nem is bánt meg. 1990 decemberében mutatták be az Ollókezű Edwardot (Edward Scissorhands), akit Burton egyik gyerekkori rajza ihletett. Ez volt az első alkalom, hogy teljesen szabad kezet kapott, az írást és a produceri teendőket is magára vállalta, kreativitása gát nélkül szárnyalhatott, és sokak szerint élete legjobb filmjét tárta rajongói elé akkor. Bár bevételei visszafogottan alakultak, mégis sikeres tudott lenni a film, amit a nézők és a kritika egyöntetűen pozitív volt, és a különc géniuszt pedig kezdték komolyan venni, mint művész.
Ezek után következett a Batman visszatér (1992 – Batman Returns), amely Burton szerint "az első és utolsó alkalom volt", hogy bármit is folytatott. Megduplázott költségvetéssel (80 millió dollár), szintén nagy sztárokkal, ellenben túlzottan Burtonös sztorival készült el a folytatás, amely a rajongókat elbűvölte, de a nézők zömének és kritikusoknak nem tetszett. A szülők is túl nyomasztónak találták egy mesefilmhez képest, pedig a Warner Brothers erőteljesen visszavett a rendező elképzeléseiből. Persze a bevételei így is szépen alakultak, de a stúdió fintorgásai miatt nem készíthette el a Batman halálával záródó, totálisan depressziós verzióját a Sötét lovagnak, e helyett Joel Schumacher vette át a franchise továbbgondolását. Megemlítendő még, hogy ebben az évben szerepelt Cameron Crowe kultikus Facérokjában, és Spielberggel együtt pénzügyileg támogatta Brad Bird rövid életű animációs sorozatát, a Family Dog-ot, melyen nyomot hagyott Burton vizuális felfogása.
1993-ban mutatták be a mozikba a már 3 éve titokban készülő báb-animációs nagyjátékfilmjét, a Karácsonyi lidércnyomást (The Nightmare before Christmas), melynek csak a produceri teendőit látta el, a rendezést egyik Disney-s időkben szerzett barátjára, Henri Selickre bízta. A régóta dédelgetett produkció mindössze 18 millió dollárból gazdálkodhatott, és ennek fényében hatalmas sikerként könyvelhető el az 50 milliós bevétel. Elfman pedig még a főszereplő énekhangjaként is messzemenően bizonyított ebben a horror-komédiában.
1994-ben egy másik produceri munkájával jelentkezett, az infantilis, szinte teljes egészében stúdióban forgatott tengeri mesével, A hajó hülyéjével (Cabin Boy) Adam Resnick rendezésében. A film az alig 3 millió dolláros költségvetése ellenére is bukásnak bizonyult, kritikailag mindenképpen, pedig a rajongók kultuszfilmként tisztelik a rendhagyó fantasy-komédiát. Sokkal fontosabb azonban, hogy ebben az évben készítette el egyik kedvencének, Edward D. Wood. Jr., A Világ Legrosszabb Rendezőjének kikiáltott alkotó életrajzi filmjét. Eredetileg a Mary Reilly (1996) című Julia Roberts, John Malkovich és Glenn Close szereposztású horrort szerette volna megrendezni előbb, de az Ed Wood (1994) mellett döntött. Kritikailag ez a legelismertebb Burton-film, amelyben másodszor dolgozott együtt Johnny Depp-pel. Danny Elfmant azonban először és utoljára hagyta el, helyette a mára nagyobb hírnevet szerzett Howard Shore szállította a filmzenét. Rengeteg díjat nyert a film, Arany Pálmára jelölték, a smink és Martin Landau Lugosi Béla-alakítása pedig Oscar-díjat érdemelt. A legtöbb díj ellenére a legnagyobb bukást is hozta pénzügyileg a film, de ez stílszerűen passzol a feldolgozott témához. Csakúgy, mint hogy fekete-fehérben lett leforgatva a sztori. Rengeteg filmjelenetet újraforgatva a legrosszabb rendezőtől, új filmjével Burton művészfilmes körökben is elismertséget szerzett. Filmjének kritikai sikere miatt döntött úgy, hogy elkészít egy nagy költségvetésű, saját Ed Wood-filmet.

## Nem jöhet minden össze...
A Támad a Mars! (1996 – Mars Attacks!) sok szempontból nem volt sikeres Burtonnek, és bár sok híres sztár szerepelt benne, a mozipénztáraknál bukás volt. Költségvetésének (70 millió dollár) felét hozta csak be az USA-ban, és a kritikusok sem kímélték. Bár szatirikus B-movie paródiáról van szó, a számítógépes effektusok idegenek Burton világától, de a közeli bemutató miatt szükségszerű volt a költséges CGI-hez fordulni a készítés során, pedig eredetileg a marslakók stoptrükkel keltek volna életre. De a film kultikus lett, és azért elmondhatjuk róla, hogy jobb lett bármelyik Ed Wood-filmnél... Érdekességként még annyit, hogy ez egy igazán gagyikra hajazó báb-trash lett volna eredetileg, Dinosaurs Attack! cimen, de Burton elvetette az ötletet, nehogy a Jurrassic Park paródiájaként fogják fel az emberek. Az már más kérdés, hogy e helyett A Függetlenség Napjával hasonlítgatták össze. Ugyanebben az évben producerként támogatta Henry Selick következő, már sokkal személyesebb báb-animációs szösszenetét, amely megtartva a burtoni látványvilágot a James and the Giant Peach című Roal Dahl-mesekönyvet ültette át vászonra. A technikailag lenyűgöző film azonban igazán csak a rajongóknak tetszett.
1997-ben egy teljes évet áldozott egy új Superman-filmadaptációra, melynek eredeti forgatókönyvét a teljesen más stílust képviselő képregényfan, Kevin Smith írta, és a sztori az 1993-as szériájú Doomsday-re épült, melyben ez a lény öli meg Superman-t, hogy még erősebben születhessen újra. Bár a stúdiónak már az első változat is tetszett, Burton ahogy elkezdett elmélyülni a projektben fokozatosan próbálta kiszűrni Smith erősségét, a dialógusokat. Rengeteg változtatásnak, koncepciótervnek, és már javában épülő díszleteknek kellett elkészülnie, mire a Warner Brothers rájött, hogy a film 130 millió dolláros költségvetését nem hajlandóak bevállalni. Visszariadtak Burton eredeti elképzeléseitől, amin az új szuperhősjelölt, Nicholas Cage ötletei sem segítettek (fehér-sötétzöld ruha a jól bevált kék-piros helyett). Pedig a Burton hozta volna be Jack Nicholsont és Sandra Bullockot is a folytatásba, mint Lex Luthor és Lois Lane. Az "acélember" halálát és újjászületését feldolgozó Superman Lives! minden eredeti és érdekes ötletét elvetették. Pedig teaser-plakátok is megjelentek bizonyos mozikban ezüstös Superman-logóval és 'Coming 1998' felirattal. Több rendező fogott bele és hagyta el a projektet, ami végül 2006-ban került a mozivászonra Bryan Singer (X-Men, X-Men 2) rendezésében.
Ezek után valóban megromlott Burton kapcsolata a Warnerral, legközelebb csak 2005-ben kooperáltak újra. Szerencsére egy kis pihenő után addig sem tétlenkedett a mester, és előrukkolt egy mesésen sötét horrorral.
1999-ben végre egy igazán burtonös horrorral Az Álmosvölgy legendája (Sleepy Hollow) szépen teljesített a kasszáknál is. Burtonnek kegyetlenül hangulatos filmet sikerült kerekítenie ebből a régi legendából, amelyben bevált művészeivel vette magát körül. Elfman zenéje ismét csúcsformájáról tanúskodik és nyomasztóbb, mint valaha, a főszereplő Ichabod Crane személyét pedig az eredetien megformáló Johnny Deppre bízta, tehát mindenképpen biztosra ment. Érdemes még megemlíteni Christopher Walken fejes fejnélküli-alakítását, akitől Ray Park, a Baljós Árnyak Darth Maulja vette át a szerepet.
2000-ben egy netes flash-animációs minisorozattal lepte meg rajongóit, The World of Stainboy címmel, amelyben a címszereplő Foltfiúnak a legkülönfélébb szuperhősök legyőzésével kell segítenie 6 darab 5 perces epizódon keresztül a helyi rendőrőrsöt. Ezek persze szürreális ellenfelek, mint Roy, the Toxic Boy, Bowling Ball Head vagy a Starin Girl, akik mind véres és undorító halált halnak ebben a tényleg nagyon durván burtonös fekete komédiában. Ugyanebben az évben Tim Burton ötletéből indult ki egy tv-sorozat, a Lost in Oz, amely jobb híján csak egy be nem mutatott pilot-filmig jutott. Története szerint egy csapat kortárs fiatal Oz földjére kerül, ahonnan Ozma és a Varázsló hiányzik csak, és senki nem tudja miért.
Mivel Burton ezek után sem kapta meg a Superman-mozi rendezését, átpártolt a 20th Century Fox-hoz, elvállalta A Majmok bolygója (2001 – The Planet of the Apes) szintén évek óta húzódó, sok rendezőt felélt remake-jét. Bevételei csak Amerikában majdnem megduplázták a 100 milliós költségvetést. Elfman-t ismét Golden Globe-ra jelölték.
Magánéleti szempontból érdemes megjegyezni, hogy ekkor romlott meg a kapcsolata Lisa Marie-vel, akivel 1992 óta jegyben járt, közvetlenül Lena Gieseke-től való válása után. Marie-t múzsájaként emlegeti mind a mai napig, több filmjében is kisebb kulcsszerepeket kapott, amíg jártak. A szakítás után Helena Bonham Carter került kapcsolatba és el is vett feleségül.

## Új korszak?
Két év múlva ismét sikerült elbűvölnie a közönséget. A Nagy hal (2003 – Big Fish), bár elbűvölő és megható mese, szinte teljesen Burton-stílusidegen. Sehol egy színészi túlzás, atmoszferikus, sötét jelenet, vagy szürreális túlkapás. Már-már szirupos dráma, amiből leginkább a fekete humort hiányolhatnánk. Elfman zenéje is kicsit konvencionálisabb lett és Globe-ra, Grammy-re és Oscarra is jelölték. A kritikailag elismert film, amely Daniel Wallace regényét veszi alapul, Ewan McGregor és Albert Finney a főszereplők. 2005-ben jelent meg a nagyszabású Roald Dahl -adaptációjával, a Charlie és a csokigyárral ( Charlie and the Chocolate Factory ), amely szürreálisan mesés lett egy kis fekete humorral. Johnny Depp ismét megmutatta sokoldalúságát. A grandiózus költségvetéssel (150 millió dollár) tető alá hozott mozi sikert könyvelhetett el, a kritikusok is elismerően nyilatkoztak.
Még ebben az évben megismertetett minket a Halott menyasszonnyal (Corpse Bride), legújabb báb-animációs meséjével. Egyik főszereplő bábnak (Victor) Johnny Depp kölcsönözte hangját és külsejét, ezennel 15 éven belül ötödszörre együtt dolgozva Burtonnel. " Félszavakból is megértjük egymást, sőt ha kell, kézjelekből is. Különösen az Ollókezű Edward óta." A Halott menyasszony mindemellett új szintre is emelte a stoptrükkre építő báb-animációt, hiszen a fogaskerék-rendszerrel megtámogatott szilikonbábokat olyan hitelesen tudták életre kelteni, hogy az ember már-már azt hiszi a legújabb CGI-filmet lát. Olyan szempontból pedig korszakalkotó mű, hogy az első olyan film, amelyet nem kamerákkal, hanem nagy felbontású digitális fényképezőgépekkel (Canon EOS-1D) forgattak, több mint 55 hétig! Amikor az új animációs műremekről kérdezték az újságírók, hogy nem okozhat-e a mű álmatlan éjszakákat, Burton így válaszolt: "Maximum a szülőknek. De ez persze attól függ, hogy ki mitől parázik – nekem speciel néha a Teletubbies is képes betenni a kaput."

## Filmográfia

### Nagyjátékfilmek

#### Rendező és producer
| Év   | Magyar cím                                   | Eredeti cím                                    | Feladatkör | Feladatkör | Megjegyzések                                        |
| Év   | Magyar cím                                   | Eredeti cím                                    | Rendező    | Producer   | Megjegyzések                                        |
| ---- | -------------------------------------------- | ---------------------------------------------- | ---------- | ---------- | --------------------------------------------------- |
| 1985 | Pee Wee nagy kalandja                        | Pee-wee's Big Adventure                        | Igen       | Nem        |                                                     |
| 1988 | Beetlejuice – Kísértethistória               | Beetlejuice                                    | Igen       | Nem        |                                                     |
| 1989 | Batman                                       | Batman                                         | Igen       | Nem        |                                                     |
| 1990 | Ollókezű Edward                              | Edward Scissorhands                            | Igen       | Igen       | alapsztori megírása                                 |
| 1992 | Batman visszatér                             | Batman Returns                                 | Igen       | Igen       |                                                     |
| 1993 | Karácsonyi lidércnyomás                      | The Nightmare Before Christmas                 | Nem        | Igen       | alapsztori megírása                                 |
| 1994 | A hajó hülyéje                               | Cabin Boy                                      | Nem        | Igen       |                                                     |
| 1994 | Ed Wood                                      | Ed Wood                                        | Igen       | Igen       |                                                     |
| 1995 | Mindörökké Batman                            | Batman Forever                                 | Nem        | Igen       |                                                     |
| 1996 | Támad a Mars!                                | Mars Attacks!                                  | Igen       | Igen       |                                                     |
| 1996 | James és az óriásbarack                      | James and the Giant Peach                      | Nem        | Igen       |                                                     |
| 1999 | Az Álmosvölgy legendája                      | Sleepy Hollow                                  | Igen       | Nem        |                                                     |
| 2001 | A majmok bolygója                            | Planet of the Apes                             | Igen       | Nem        |                                                     |
| 2003 | Nagy Hal                                     | Big Fish                                       | Igen       | Nem        |                                                     |
| 2005 | Charlie és a csokigyár                       | Charlie and the Chocolate Factory              | Igen       | Nem        |                                                     |
| 2005 | A halott menyasszony                         | Corpse Bride                                   | Igen       | Igen       | - szereplők megalkotása - társrendező: Mike Johnson |
| 2007 | Sweeney Todd, a Fleet Street démoni borbélya | Sweeney Todd: The Demon Barber of Fleet Street | Igen       | Nem        |                                                     |
| 2009 | 9                                            | 9                                              | Nem        | Igen       |                                                     |
| 2010 | Alice Csodaországban                         | Alice in Wonderland                            | Igen       | Nem        |                                                     |
| 2012 | Éjsötét árnyék                               | Dark Shadows                                   | Igen       | Nem        |                                                     |
| 2012 | Frankenweenie – Ebcsont beforr               | Frankenweenie                                  | Igen       | Igen       | alapsztori megírása                                 |
| 2012 | Abraham Lincoln, a vámpírvadász              | Abraham Lincoln: Vampire Hunter                | Nem        | Igen       |                                                     |
| 2014 | Nagy szemek                                  | Big Eyes                                       | Igen       | Igen       |                                                     |
| 2016 | Alice Tükörországban                         | Alice Through the Looking Glass                | Nem        | Igen       |                                                     |
| 2016 | Vándorsólyom kisasszony különleges gyermekei | Miss Peregrine's Home for Peculiar Children    | Igen       | Nem        |                                                     |
| 2019 | Dumbo                                        | Dumbo                                          | Igen       | Vezető     |                                                     |
| 2024 | Beetlejuice Beetlejuice                      | Beetlejuice Beetlejuice                        | Igen       | Igen       |                                                     |

#### Színész
‡ – Stáblistán nincs feltüntetve
| Év   | Magyar cím                                   | Eredeti cím                                 | Szerep                    |
| ---- | -------------------------------------------- | ------------------------------------------- | ------------------------- |
| 1979 | Muppet-show                                  | The Muppet Movie                            | muppet színész ‡          |
| 1985 | Pee Wee nagy kalandja                        | Pee-wee's Big Adventure                     | nehézfiú a sikátorban ‡   |
| 1992 | Facérok                                      | Singles                                     | Brian                     |
| 1992 | Hoffa                                        | Hoffa                                       | tetem ‡                   |
| 2012 | Men in Black – Sötét zsaruk 3.               | Men in Black 3                              | idegen lény a monitoron ‡ |
| 2016 | Vándorsólyom kisasszony különleges gyermekei | Miss Peregrine's Home for Peculiar Children | utazó ‡                   |

### Televízió
| Év        | Magyar cím                 | Eredeti cím               | Feladatkör | Feladatkör | Feladatkör | Megjegyzések                    |
| Év        | Magyar cím                 | Eredeti cím               | Rendező    | Producer   | Író        | Megjegyzések                    |
| --------- | -------------------------- | ------------------------- | ---------- | ---------- | ---------- | ------------------------------- |
| 1983      | Jancsi és Juliska          | Hansel and Gretel         | Igen       | Nem        | Nem        | - különkiadás - díszlettervező  |
| 1986      | Alfred Hitchcock bemutatja | Alfred Hitchcock Presents | Igen       | Nem        | Nem        | 1 epizód                        |
| 1986      |                            | Faerie Tale Theatre       | Igen       | Nem        | Nem        | 1 epizód                        |
| 1987      |                            | Amazing Stories           | Nem        | Nem        | Nem        | animációs tervező               |
| 1989–1991 |                            | Beetlejuice               | Nem        | Vezető     | Fejlesztő  |                                 |
| 1993      |                            | Family Dog                | Nem        | Vezető     | Nem        | dizájn tanácsadó                |
| 2000      |                            | Lost in Oz                | Nem        | Vezető     | Sztori     | próbaepizód (nem került adásba) |
| 2000–2001 | Pacasrác világa            | Stainboy                  | Igen       | Igen       | Igen       | szereplők megtervezése          |
| 2022      | Wednesday                  | Wednesday                 | 4 epizód   | Vezető     | Nem        |                                 |

### Videóklipek
| Év   | Előadó       | Dal          | Feladatkör | Feladatkör | Feladatkör |
| Év   | Előadó       | Dal          | Rendező    | Producer   | Író        |
| ---- | ------------ | ------------ | ---------- | ---------- | ---------- |
| 2006 | The Killers  | Bones        | Igen       | Nem        | Igen       |
| 2012 | Linkin Park  | Powerless    | Nem        | Igen       | Nem        |
| 2012 | The Killers  | Here with Me | Igen       | Nem        | Nem        |
| 2020 | Chelsea Grin | Blind Kings  | Igen       | Nem        | Nem        |

## Kötetei magyarul
- Rímbörtön avagy Az osztrigasrác mélabús halála és más történetek; ill. a szerző, ford. Stern Gábor; Magvető–Xpress.hu, Bp., 2008
- Karácsonyi lidércnyomás; ford. Stern Gábor; Magvető–Xpress.hu, Bp., 2009